# Världsmästerskapen i orientering 1987
Världsmästerskapen i orientering 1987 hölls den 3-5 september 1987 i Gérardmer i Frankrike.

## Medaljörer

### Herrar

#### Individuellt
1. Kent Olsson, Sverige 1.37.19
2. Tore Sagvolden, Norge 1.38.18
3. Urs Flühmann, Schweiz 1.39.30

#### Stafett
1. Norge (Morten Berglia, Håvard Tveite, Tore Sagvolden, Øyvin Thon) 4.11.21
2. Schweiz (Markus Stappung, Stefan Bolliger, Kaspar Oettli, Urs Flühmann) 4.16.05
3. Sverige (Kent Olsson, Hans Melin, Jörgen Mårtensson, Lars Lönnkvist) 4.17.56

### Damer

#### Individuellt
1. Arja Hannus, Sverige 1.07.40
2. Karin Rabe, Sverige 1.07.56
3. Jana Galíková, Tjeckoslovakien 1.08.39

#### Stafett
1. Norge (Ragnhild Bratberg, Ragnhild Bente Andersen, Ellen Sofie Olsvik, Brit Volden) 3.44.04
2. Sverige (Arja Hannus, Katarina Borg, Marita Skogum, Karin Rabe) 3.45.07
3. Tjeckoslovakien (Iva Kalibánová, Iva Slaninová, Ada Kuchařová, Jana Galíková) 3.56.21